# 가와사키교

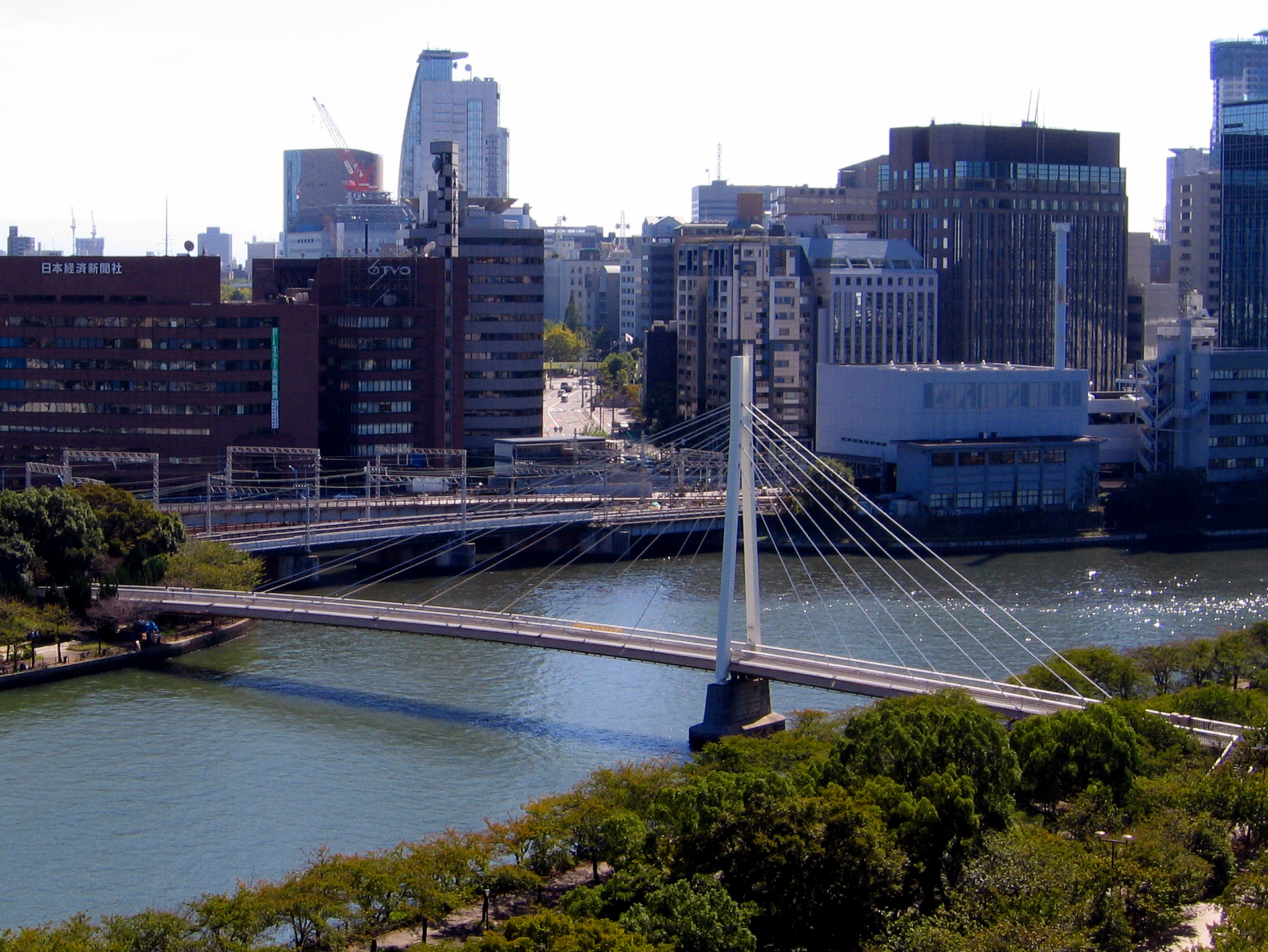
가와사키 교

가와사키 교(川崎橋)는 오사카시 기타구 덴마와 미야코지마구 아미지마 정을 잇는 구 요도가와강(오강)에 있는 자전거, 보행자 전용 사장교이다. 일본 국토교통성이 전국적으로 정비를 진행하고 있는 대규모 자전거 도로 중 하나인 '북 오사카 사이클 라인'(구간은 오사카 시 기타 구 나카노시마에서 오사카 부 스이타 시 만국 박람회 기념 공원까지), 오 강을 건너는 지점에 있다. 나니와 명교 50선에 선정되었고, 1978년에는 토목 학회 다나카 상을 수상하였다.

## 개요
- 형식　2경간 연속 사장교
- 다리 길이　129.15m
- 지간 길이　87.50m + 40.65m
- 폭　3.00m
- 교각　벽식 철근 콘크리트
- 착공　1975년 11월
- 완성　1978년 3월

## 교통
- JR 도자이 선 오사카 성 기타즈메 역
- 오사카 시 교통국 버스 게이한 동쪽 입구정류소